# Orlina
Orlina este un sat din comuna Nikšić, Muntenegru. Conform datelor de la recensământul din 2003, localitatea are 52 de locuitori (la recensământul din 1991 erau 40 de locuitori).

## Demografie
În satul Orlina locuiesc 42 de persoane adulte, iar vârsta medie a populației este de 40,8 de ani (37,8 la bărbați și 44,2 la femei). În localitate sunt 14 gospodării, iar numărul mediu de membri în gospodărie este de 3,71.
|  |

| Demografie | Demografie | Demografie |
| An         | Locuitori  | Locuitori  |
| ---------- | ---------- | ---------- |
|            |            |            |
|            |            |            |
|            |            |            |
|            |            |            |
| 1948       | 245        |            |
| 1953       | 233        |            |
| 1961       | 205        |            |
| 1971       | 107        |            |
| 1981       | 63         |            |
| 1991       | 40         | 40         |
| 2003       | 52         | 52         |

| \| Componența etnică conform recensământului din 2003[2] \| Componența etnică conform recensământului din 2003[2] \| Componența etnică conform recensământului din 2003[2] \| Componența etnică conform recensământului din 2003[2] \| Componența etnică conform recensământului din 2003[2] \| \| ----------------------------------------------------- \| ----------------------------------------------------- \| ----------------------------------------------------- \| ----------------------------------------------------- \| ----------------------------------------------------- \| \| \| \| \| \| \| \| Muntenegreni \| Muntenegreni \| \| 45 \| 86,53% \| \| Sârbi \| Sârbi \| \| 7 \| 13,46% \| \| necunoscută \| necunoscută \| \| 0 \| 0% \| |              |  |    |        |
| Componența etnică conform recensământului din 2003 |              |  |    |        |
| |              |  |    |        |
| Muntenegreni | Muntenegreni |  | 45 | 86,53% |
| Sârbi | Sârbi        |  | 7  | 13,46% |
| necunoscută | necunoscută  |  | 0  | 0%     |